# Richard Taylor (matemático)
Richard Lawrence Taylor (16 de maio de 1962) é um matemático britânico.
Especialista em teoria dos números. Após obter o doutorado sob orientação de Andrew Wiles, retornou à Universidade de Princeton para colaborar com seu orientador no fechamento da prova do último teorema de Fermat.
Em 2001 foi laureado com o primeiro Prêmio Fermat